# 28 juillet 1958
Le lundi 28 juillet 1958 est le 209e jour de l'année 1958.

## Naissances
- Alain Pieters, politicien belge
- Francesc Xavier Alegre Buxeda, homme politique espagnol
- Kenzō Saeki, musicien, compositeur, parolier et producteur japonais
- Michaël Deloffre, artiste, peintre, sculpteur, designer français
- Michael Hitchcock, acteur, scénariste et producteur de télévision américain
- Pierre Micheletti, médecin algérien
- Sarah Schulman, écrivaine américaine
- Terry Fox (mort le 28 juin 1981), athlète  et militant canadien

## Décès
- Alvin Seale (né le 8 juillet 1871), ichtyologiste américain
- Jeanne Berta Semmig (née le 16 mai 1867), écrivaine allemande
- Marius Hanot (né le 13 février 1888), personnalité politique française